# Gaspar Núñez de Arce
Gaspar Núñez de Arce (Valladolid, 4 agosto 1834 – Madrid, 9 giugno 1903) è stato un drammaturgo spagnolo.
Partecipe alla rivoluzione del 1868, fu ministro delle colonie sotto Práxedes Mateo Sagasta e senatore a vita dal 1886. Tra i suoi poemi si ricordano Raimond Lulio (1875), La selva oscura (1879), La visione di fra Martino (1880), mentre tra le commedie spicca Debiti d'onore (1863).
Grande ammiratore dell'attrice spagnola Maria Álvarez Tubau, firmò nel 1891, insieme a José Zorrilla, Campoamor, Emilio Castelar e José de Echegaray, oltre ad altri giornalisti, politici e intellettuali, un documento in cui definiva la Tubau "Dottoressa in Arte Drammatica".